# Schwege

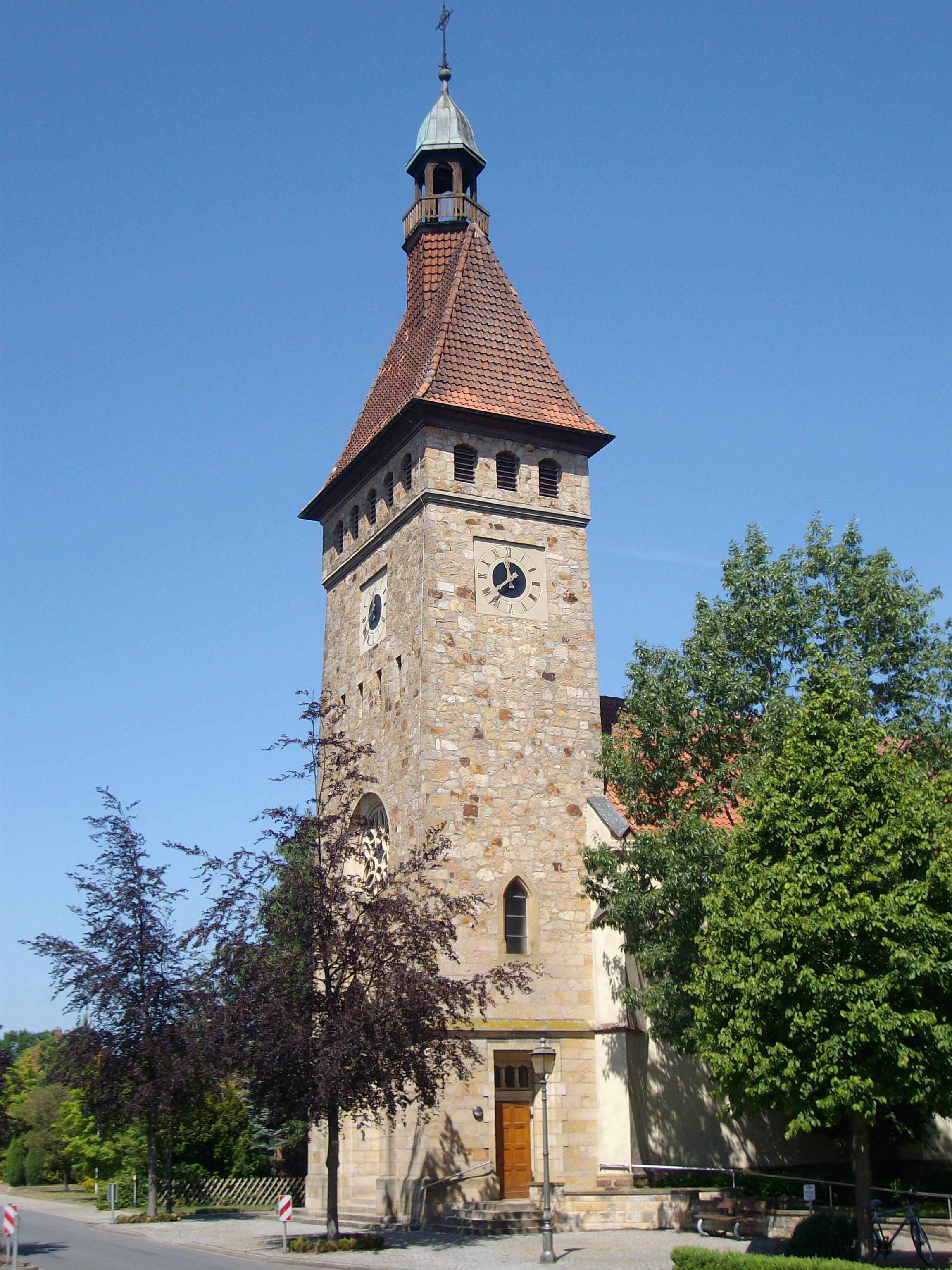
St.-Marien-Kirche in Schwege

Schwege  ist ein Ortsteil von Glandorf im Landkreis Osnabrück in Niedersachsen.

## Name
Nach Jelinghaus kommt das Wort von einem Viehhof oder Viehtrift: 

„Schwege bei Hunteburg und Kr. Iburg: ton Swege … Swaiga, eine große Viehtrift, Viehhof,“

## Lage
Schwege ist ein Wegedorf an der Kreisstraße K 341, die von Kattenvenne zur Bundesstraße 51 führt. Der Hauptbach ist der Oedingberger Bach, der durch das Gut Oedingberge und weiter nach Ostbevern fließt. Schwege hat mit 13,16 km² [= etwa 1.843 Fußballfelder] die größte Fläche innerhalb der Gemeinde Glandorf und hat damit eine überdurchschnittliche Flächengröße (Rang 36 von 274) im Landkreis Osnabrück.

## Geschichte
Am 1. Juli 1972 wurde die Gemeinde Schwege zusammen mit Averfehrden, Glandorf, Remsede, Schierloh, Sudendorf und Westendorf in die Gemeinde Laer (ab dem 1. September 1975 Bad Laer) eingegliedert. Am 1. Mai 1981 wurde die Gemeinde Glandorf ausgegliedert. Mit Ausnahme von Remsede kamen alle damals nach Laer eingemeindeten Orte, somit auch Schwege, zur Gemeinde Glandorf.

## Einwohner
Schwege hat 1476 Einwohner (Stand 2013). Die Ortschaft ist der südlichste Punkt des Landkreises Osnabrück und ragt in das Bundesland Nordrhein-Westfalen hinein. Die Nachbarorte Kattenvenne, Ostbevern, Milte und Sassenberg Füchtorf sind in Westfalen gelegen.

## Ortsrat
Der Ortsrat, der den Ortsteil Schwege vertritt, setzt sich aus fünf Mitgliedern zusammen. Die Ratsmitglieder werden durch eine Kommunalwahl für jeweils fünf Jahre gewählt. Die aktuelle Amtszeit begann am 1. November 2021 und endet am 31. Oktober 2026.
Bei der Kommunalwahl 2021 ergab sich folgende Sitzverteilung:
- CDU: 4 Sitze
- UWG: 1 Sitz

## Einrichtungen
Im Ort befindet sich die katholische Pfarrkirche St. Marien Schwege. Außerdem hat der Ort einen Kindergarten, eine Grundschule, eine Freiwillige Feuerwehr und eine Bäckerei mit Lebensmittelladen. 
In Schwege befindet sich ein idyllischer Rundwanderweg (ca. 4 km). Dieser ist mit einem großen T mit Punkt auf weißem Spiegel markiert. Damit ist dieser Rundwanderweg im Terra Track aufgeführt. Terra Tracks sind Rundwanderwege im Gebiet des Natur- und Geoparks TERRA.vita.
Seit September 2022 ist im Rundwanderweg ein konzeptioneller Trimm-dich-Pfad integriert. Dessen Startpunkt ist der Kreuzungsbereich Schierhölterweg / Up de Haar. Der Pfad beinhaltet derzeit 18 Stationen zu den Schwerpunkten Aufwärmen, Beweglichkeit, Kraft, Koordination, Schnelligkeit, Ausdauer, Dehnung und Entspannung. Eine Erweiterung ist in Arbeit (Stand 2022).
Ebenfalls befindet sich in Schwege der größte Freiland-Photovoltaik-Park Niedersachsens (Stand 2017), betrieben von der Teutoburger Energie Netzwerk eG.

## Veranstaltungen
Jährlich am dritten Wochenende im Juli richtet der Schweger Schützenverein sein Schützenfest aus.

## Persönlichkeiten
- Friedhelm Gieske (1928–2021), Manager beim RWE, wurde hier geboren